# Mads Nørby
Mads Nørby (født 25. oktober 1956 i København) er dansk skuespiller, instruktør og revydirektør. Han er bosat i Odense, hvor han er fast tilknyttet Odense Teater.
Som 15-årig spillede Mads Nørby hovedrollen som Hugo i filmen Operation Kirsebærsten. Mads Nørby blev uddannet skuespiller i 1989 efter først at have uddannet sig til og arbejdet som murer. Kombinationen af de to fag blev i 2004 til forestillingen Hvad tænker en murer egentlig?, som han fik Helge Rungwalds Mindelegat for samme år.
Fra 2005 har Mads Nørby fungeret som ejer og revydirektør for Kerteminderevyen, der spiller i sommerperioden på Tornøes Hotel i Kerteminde. I september 2014 besluttede Mads Nørby at nedlægge revyen, da Kerteminde Kommune ikke fandt penge til at fortsætte sin støtte af revyen. 
I februar 2015 gik en række lokale erhvervsfolk sammen og sikre revyen økonomisk, hvorefter Mads Nørby genoplivede revyen. 
Torsdag d. 5 marts 2015 fejrede Mads Nørby sit 25 års skuespillerjubilæum på Odense Teater, hvor han spillede med i forestillingen "Elefantmanden".